# استاروگوسوو
استاروگوسوو (به لاتین: Starogusevo) یک منطقهٔ مسکونی در روسیه است که در باشقیرستان واقع شده‌است.